# 히구치 치에코
히구치 치에코(樋口 智恵子, 1981년 1월 30일 ~ ) 또는 히구치 치에코는 일본의 성우이다.

## 출연작

### TV 애니메이션
1996년
- 수색시대(타카하타 타카코)

1997년
- 개골개골 마법사(미모리(멜로디))

1998년
- 비스트 워즈 세컨드(아르테미스)

1999년
- 투하트(나가오카 시호)

2000년
- 트랜스포머 카로봇(아이(Ai),쥰코)

2001년
- 오프사이드(이토 나기사)

2002년
- 아즈망가 대왕(타키노 토모)
- 휘슬!(시이나 츠바사(심현빈))

2004년
- 투하트 Remember My Memories(나가오카 시호)

2005년
- 파니포니대쉬(와타누키 히비키)
- 슈가슈가룬(켄죠 유리카)
- 응석부리지 마!!(아토다 유코)

2006년
- 한글이 야호(다수(김은아))
- 프린세스 프린세스(코노 사야카)

2008년
- 달려라! 도라라(조연다수(장은숙))
- 동물대탐험 - 구리구리댕댕(댕댕,동물들)
- 유희왕 5D's(안젤라)

### OVA
2002년
- 헌터X헌터 OVA(비스케(초반))

### 극장판
1999년
- 엄마 찾아 삼만리 극장판 마르코(마르코 롯시)

2001년
- 아즈망가 대왕 극장판(타키노 토모)

### 게임
1999년
- 투하트(나가오카 시호)